# Запад
Вижте пояснителната страница за други значения на Запад.
Запад е една от четирите главни посоки на света. Намира се отляво на наблюдател застанал с лице, обърнато в посока север. Означава се: на български със З, на английски с W (west), на руски със З (запад), на немски с W (westen) и на френски с O (ouest).
Запад е посоката, обратна на посоката в която Земята се върти около оста си, както и посоката, от която залязва Слънцето.

## Етимология
Произхожда от древнославянската форма на думата западане, залез на слънцето, (древногръцки δύσις, δυσμαί; латински occidēns).
В Древен Египет Западът е смятан за портал на подземния свят и е кардиналното направление, разглеждано във връзка със смъртта – скриването на бога Слънце Древните египтяни също вярват, че богинята Амунет е олицетворение на Запада.

## Други
На запада е наречена улица „Западна“ в кварталите „Западен парк“, „Красна поляна 1“ и „Факултета“ в София (Карта).